# Tommaso Martini (pittore)

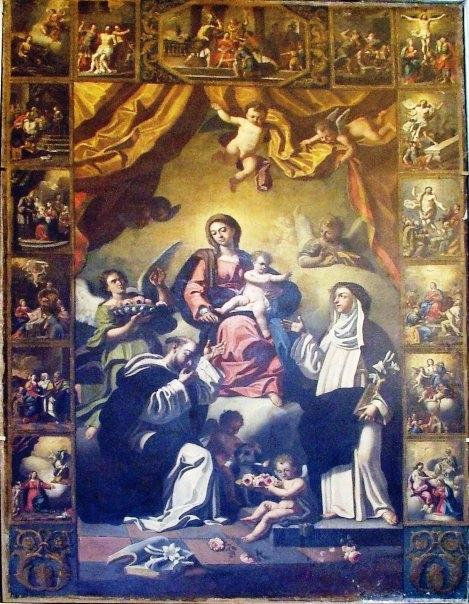
La Madonna del Rosario.

Tommaso Martini (Bivongi, 1688 – Bivongi, 25 gennaio 1755) è stato un pittore italiano del Settecento.

## Biografia
Nel 1706 viene mandato a Napoli a continuare gli studi. Lì entra a far parte della scuola di Francesco Solimena e inizia l'attività completando le opere del suo maestro. Istruito alla pittura napoletana, ne diverrà elemento di spicco.
Realizzò un San Nicola in gloria per la Chiesa della Concezione a Montecalvario e due tele per la Chiesa di San Francesco alle Cappuccinelle (attualmente in deposito); mentre un documentato affresco eseguito all'ingresso del chiostro del Complesso della Trinità degli Spagnoli è andato perduto.
Famoso anche come ritrattista, frequentò le case dei nobili del tempo lasciando molte opere. Dimorò per un certo tempo nello Stato Pontificio, operando a Roma e nel Reatino. A Bocchignano di Montopoli dipinse la Madonna del Rosario per la chiesa di San Giovanni.
In Calabria operò a Petrizzi, Monterosso, Serra San Bruno, Paola e Guardavalle. A Bivongi dipinse la Madonna del Rosario, distrutta durante i lavori di restauro della chiesa negli anni '50.
Morì nel suo paese all'età di 67 anni, il 25 gennaio 1755.

Si deve alle ricerche dell'Ins. FRANCO Ernesto, la riscoperta del Martini e di molte sue opere. Da questa ricerca effettuata nei luoghi dove il Martini si recò a dipingere, sono scaturiti , un convegno tenuto a Bivongi nel 1988 (terzo centenario  della nascita) ed una monografia data alle stampe nel 1991. Da allora altri studiosi e ricercatori si sono attivati per nuove ricerche sul Martini.

## Opere
Molti suoi ritratti si trovano oggi presso collezioni private a Vienna e a Londra.
Suoi dipinti si trovano nella chiesa di San Fantino a Santa Cristina d'Aspromonte, in provincia di Reggio Calabria e nella chiesa di San Giovanni in Bocchignano, in provincia di Rieti